# Sovarpungmöss
Sovarpungmöss (Cercartetus) är ett släkte i familjen dvärgpungsovare. Arterna håller i motsats till de flesta andra pungdjur vinterdvala. För närvarande räknas fyra eller fem arter till släktet.
Släktnamnet är delvis bildat av det gammalgrekiska ordet kerkos (svans). Hela stavningen är oklar.

## Kännetecken
Arterna når en kroppslängd (huvud och bål) mellan 7 och 12 centimeter samt en vikt mellan 15 och 40 gram. Därtill kommer svansen som bara är glest täckt med hår och som har ungefär samma längd som övriga kroppen. Pälsen är på ovansidan rödbrun eller gråaktig och på undersidan ljusare. Öronen är stora och saknar hår. Den förste tån av de bakre fötterna är motsättlig.

## Utbredning och levnadssätt
Sovarpungmöss förekommer i södra och östra Australien, på Kap Yorkhalvön samt på Nya Guinea och möjligen på den indonesiska ön Halmahera (se nedan). Deras habitat är skogar och hedområden. Individerna är aktiva på natten. På dagen sover de i självbyggda bon av blad och bark som göms i trädens håligheter eller i tät vegetation. De vistas främst i träd och är bra utrustade med sina rörliga händer samt gripsvansen. Vanligen lever varje individ ensam. De är allätare och livnär sig av blad, nektar, frukter, nötter, insekter, spindlar, skorpioner och andra mindre djur. Före vinterdvalan sparar de fett i svansen.
Honor kan para sig två (sällan tre) gånger per år och per kull föds 4 till 6 ungar. Ungarna lever ungefär en månad i pungen (marsupium) och efter tre månader sluter honan att ge di. Ungdjur blir efter första levnadsåret könsmogna. I naturen uppskattas livslängden med 4 år, sovarpungmöss i fångenskap blev upp till 6 år gamla.

## Hot
Beståndet för alla fram till 2007 beskrivna arter är jämförelsevis stort och de listas av IUCN som livskraftiga.

## Arter
Enligt Wilson & Reeder (2005) utgörs släktet av fyra arter och dessutom upptäcktes 2007 en femte art:
- Dvärgsovarpungmus (Cercartetus nanus) lever från sydöstra South Australia till södra Queensland, en individ tillhörande denna art höll i laboratoriet 367 dygn vinterdvala.[5]
- Cercartetus caudatus förekommer på Nya Guinea i regnskogen samt på Kap Yorkhalvön, pälsen är rödbrun och undersidan vitaktig.
- Cercartetus concinnus finns i hela södra Australien (från Western Australia till New South Wales).
- Cercartetus lepidus var fram till 1960-talet bara känd från Tasmanien, senare hittades den i South Australia och Victoria.
- 2007 upptäckte forskare i bergstrakten Foja på den indonesiska ön Halmahera ett liknande djur som möjligen är en femte art, hittills utan vetenskaplig beskrivning, det skulle vara den minsta arten i släktet.[6][7]